# Setge de Constantinoble (860)
El setge de Constantinoble del 860 fou l'única expedició militar de certa envergadura dels rus documentada en les fonts romanes d'Orient i de l'Europa occidental. El casus belli fou la participació d'enginyers romans en la construcció de la fortalesa de Sarkel, que constrenyia les rutes comercials dels rus al riu Don en benefici dels khàzars. Les fonts de l'època i les posteriors discrepen en diversos punts i no se sap gaire cosa del desenllaç del conflicte.
Les cròniques romanes narren que els rus caigueren sobre Constantinoble de manera totalment inesperada. L'imperi, distret per les guerres arabo-romanes, no fou capaç d'oferir una resposta contundent a l'atac, com a mínim de bon principi. Després de saquejar els suburbis de la capital romana, els rus llançaren una ofensiva nocturna contra la ciutat quan la guarnició romana ja estava esgotada i desconcertada. Aquests fets inspiraren una tradició cristiana ortodoxa posterior que atribueix la salvació de Constantinoble a una intervenció miraculosa de la Mare de Déu.

## Context
La primera font que tracta dels rus en relació amb l'Imperi Romà d'Orient és la Vida de sant Jordi d'Amastris, una hagiografia de datació incerta. Els romans i els rus havien entrat en contacte el 839. El fet que els rus triessin un moment tan oportú per llançar la seva ofensiva suggereix que estaven al corrent de la fragilitat de les defenses de Constantinoble, cosa que indica que les rutes comercials i els canals de comunicació havien perdurat a les dècades del 840 i del 850. De totes maneres, l'atac rus del 860 fou del tot imprevist. El patriarca Foci I narra que fou brusc i sobtat «com un eixam de vespes». En aquell moment, els romans estaven ocupats defensant-se com podien de les envestides abbàssides a Anatòlia. El març del 860, la guarnició de la fortalesa clau de Lúlon es rendí inesperadament als àrabs. Un o dos mesos després, els abbàssides i els romans dugueren a terme un intercanvi de presoners i es produí una breu suspensió de les hostilitats. Tanmateix, a principis de juny, l'emperador Miquel III sortí de Constantinoble en direcció a Anatòlia per envair el califat abbàssida.

## Setge

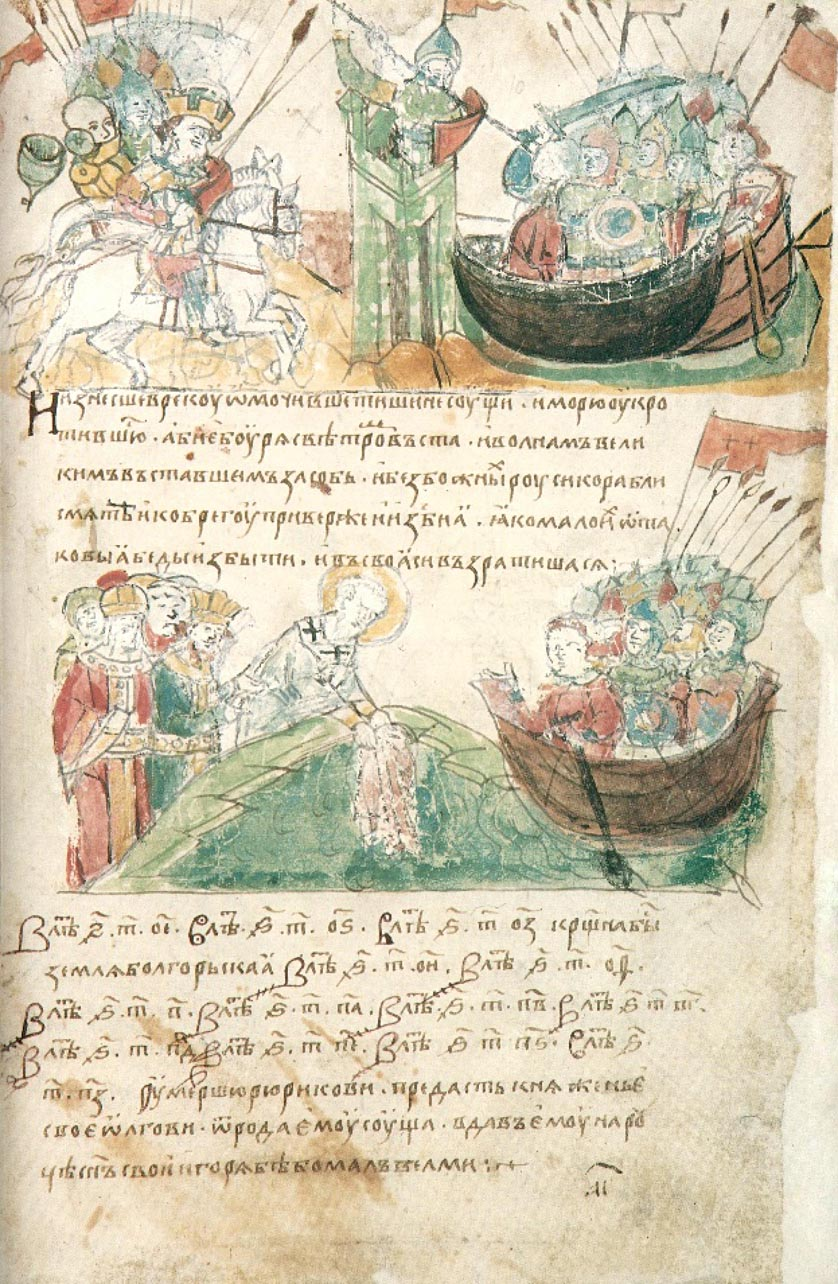
Il·lustració del setge rus de Constantinoble en la Crònica Radziwiłł

El 18 de juny del 860, a posta de sol, un estol rus format per unes 200 naus entrà al Bòsfor i començà a saquejar els suburbis de Constantinoble (antic eslau oriental: Tsessarigradu; norrè: Miklagarðr). Els atacants calaren foc a cases i ofegaren i acoltellaren la gent que hi residia. Impotent davant dels invasors, el patriarca Foci impel·lí la seva congregació a implorar l'auxili de la Mare de Déu. Quan ja havien devastat els suburbis, els rus avançaren al mar de Màrmara i caigueren sobre les illes dels Prínceps, on vivia exiliat l'expatriarca Ignasi de Constantinoble. Es lliuraren al pillatge de les cases i els monestirs i passaren a tall d'espasa tothom que es trobaren al davant. Emmenaren vint-i-dos servidors del patriarca a bord d'una nau, on els desmembraren a cops de destral.